# Of Mice and Men (1939)
Of Mice and Men is een Amerikaanse dramafilm uit 1939 onder regie van Lewis Milestone. Het scenario is gebaseerd op de gelijknamige novelle uit 1937 van de Amerikaanse auteur John Steinbeck.

## Verhaal
In de jaren '30 reizen George en Lennie door het hele land om werk op een boerderij te zoeken. Ze dromen ervan om ooit zelf een boerderij te bezitten.

## Rolverdeling
| Acteur           | Personage |
| ---------------- | --------- |
| Burgess Meredith | George    |
| Betty Field      | Mae       |
| Lon Chaney jr.   | Lennie    |
| Charles Bickford | Slim      |
| Roman Bohnen     | Candy     |
| Bob Steele       | Curley    |
| Noah Beery jr.   | Whit      |
| Oscar O'Shea     | Jackson   |
| Granville Bates  | Carlson   |
| Leigh Whipper    | Crooks    |
| Helen Lynd       | Susie     |